# Talara rufibasis
Talara rufibasis är en fjärilsart som beskrevs av Felder 1875. Talara rufibasis ingår i släktet Talara och familjen björnspinnare. Inga underarter finns listade i Catalogue of Life.